# Duintolletje
Het duintolletje (Paralaoma servilis) is een slakkensoort uit de familie van de Punctidae. De wetenschappelijke naam van de soort is voor het eerst geldig gepubliceerd in 1852 door Robert James Shuttleworth.

## Kenmerken
Het rechts gewonden, zeer kleine slakkenhuisje is zeer laag conisch. Hij is slechts 1,5 tot 2 mm breed en 1,1 mm hoog. In het volwassen stadium heeft het huisje 3½ windingen. De windingen nemen snel toe en zijn goed gewelfd aan de periferie. De laatste winding is licht geschouderd; aan de omtrek is een zwakke kiel aangegeven. De mond is enigszins schuin ten opzichte van de as van de winding, is afgerond en slechts licht gedeukt door de vorige winding. De mondzoom is dun, recht en slechts licht gebogen in het navelgebied. De navel is groot en wijd open; het beslaat ongeveer een kwart tot een vijfde van de breedte van het huisje.
De schelp is glazend geelbruin tot donkergoen of -bruin van kleur. Het oppervlak vertoont op brede afstanden zeer fijne, regelmatige groeilijnen. Fijne spiraalstrepen zijn alleen zichtbaar bij hogere vergroting.

### Vergelijkbare soorten
De windingen van het duintolletje zitten iets verder uit elkaar dan die van het dwergpuntje (Punctum pygmaeum). Gittenbergia sororcula is groter met 3½ windingen, het dwergpuntje is aanzienlijk kleiner.

## Geografische spreiding en leefgebied
Deze soort wordt wereldwijd gevonden vanwege zijn antropogene verspreiding. Het oorspronkelijke verspreidingsgebied is niet precies bekend. Aangezien de andere soorten van het geslacht Paralaoma voorkomen in Australië, Nieuw-Zeeland en enkele eilanden in de Stille Zuidzee, wordt aangenomen dat dit ook het oorspronkelijke bereik van het duintolletje was. Er zijn echter ook veronderstellingen dat de soort al in de prehistorie aanwezig was in het Middellandse Zeegebied, dat wil zeggen het had een groter origineel bereik. Meer recent bewijs in afgelegen gebieden door antropogene overdracht zijn Paaseiland, Hawaï, Colombia en Argentinië. In België werd het duintolletje in 2014 voor het eerst officieel gevonden nabij Turnhout.
De dieren leven in het strooisel op vochtige, schaduwrijke plekken in tuinen, parken, langs wegen en voeden zich met afval en rottend plantaardig materiaal.